# Museo Arqueológico de Sozopol
El Museo Arqueológico de Sozopol es un museo que fue creado en 1961 y está situado en la ciudad de Sozopol, en Bulgaria.

## Colecciones
El museo expone una serie de piezas arqueológicas de periodos comprendidos entre el vi milenio a. C. y el siglo XVIII, especialmente de la historia de la antigua ciudad de Apolonia, fundada por colonos griegos hacia el año 610 a. C. Entre las piezas más destacadas se encuentra la colección de vasijas de cerámica griegas de los siglos VII-III a. C. Hay otra serie de ánforas que pertenecen a otros periodos. Otros objetos de la época griega que alberga el museo son estatuillas de terracota, frisos de mármol y fragmentos de un conducto de agua del siglo V a. C..
A la época romana pertenecen otra serie de piezas, halladas principalmente en necrópolis, como recipientes de cerámica y de vidrio, y monedas. Es destacable un relicario de mármol que contenía reliquias atribuidas a San Juan Bautista. Otro sector alberga cerámica y adornos del periodo medieval, y otro cerámica y monedas de la época otomana.

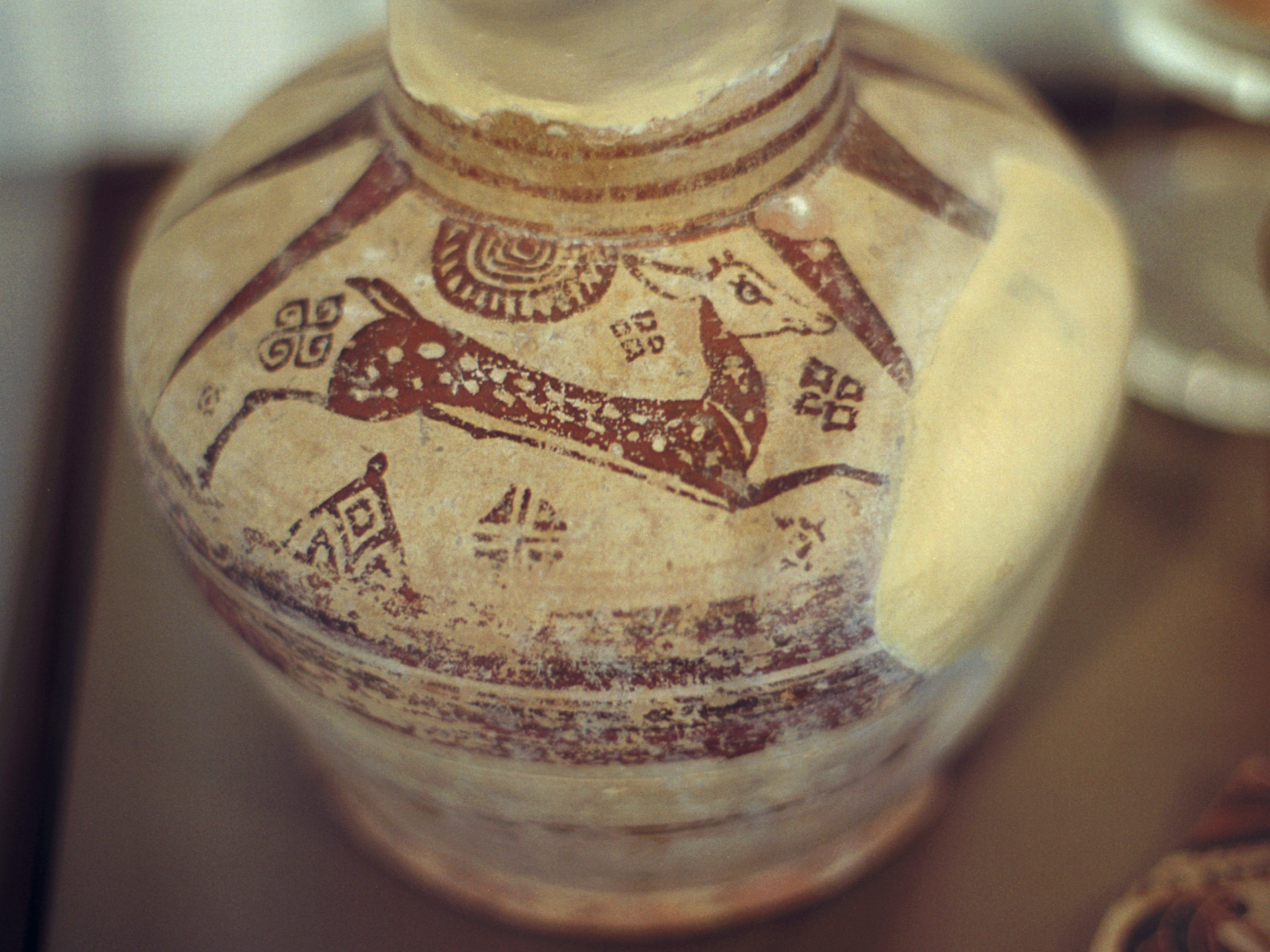
Vasija del siglo VII a. C.
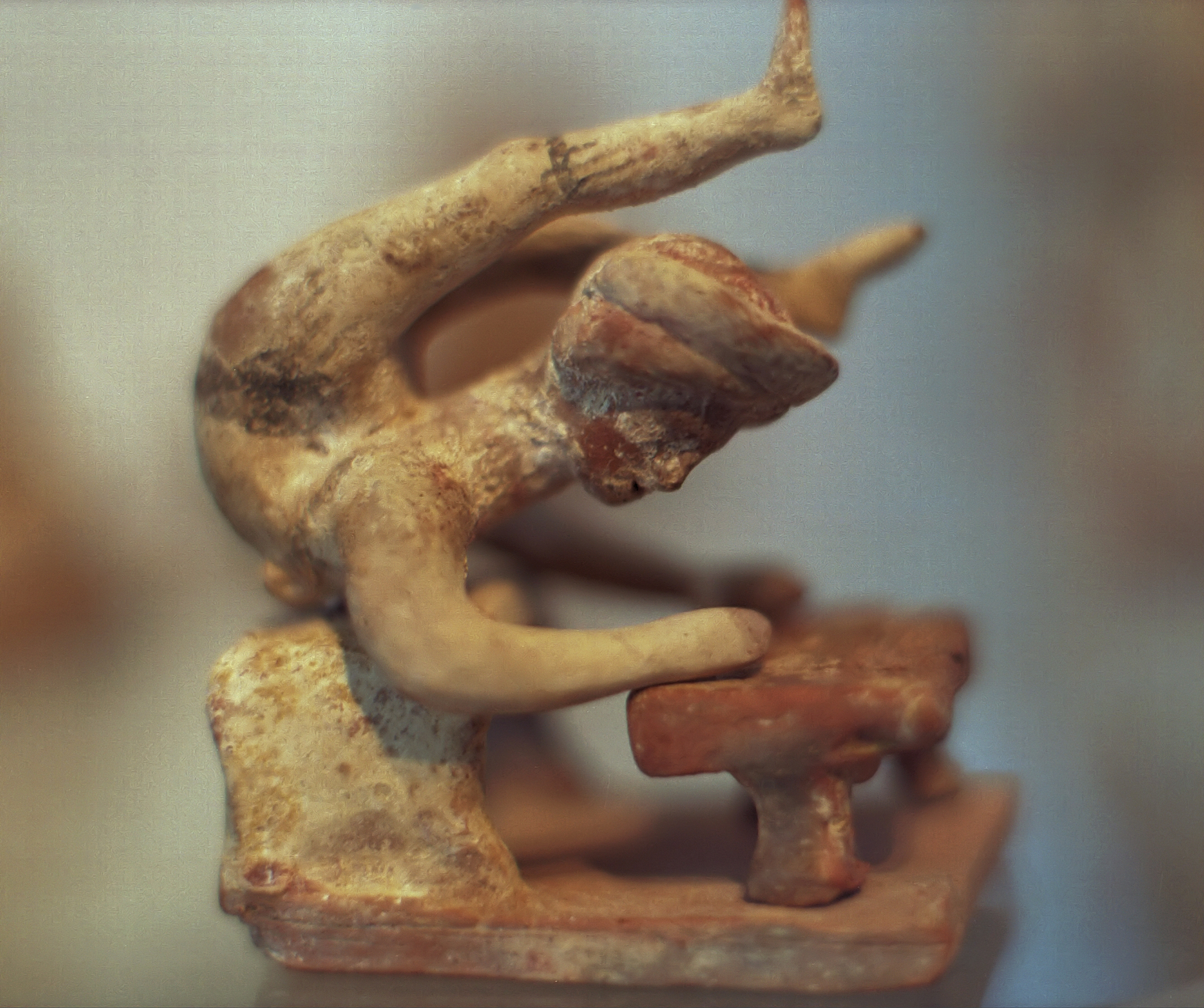
Figurilla de terracota de un acróbata (siglo IV a. C.)
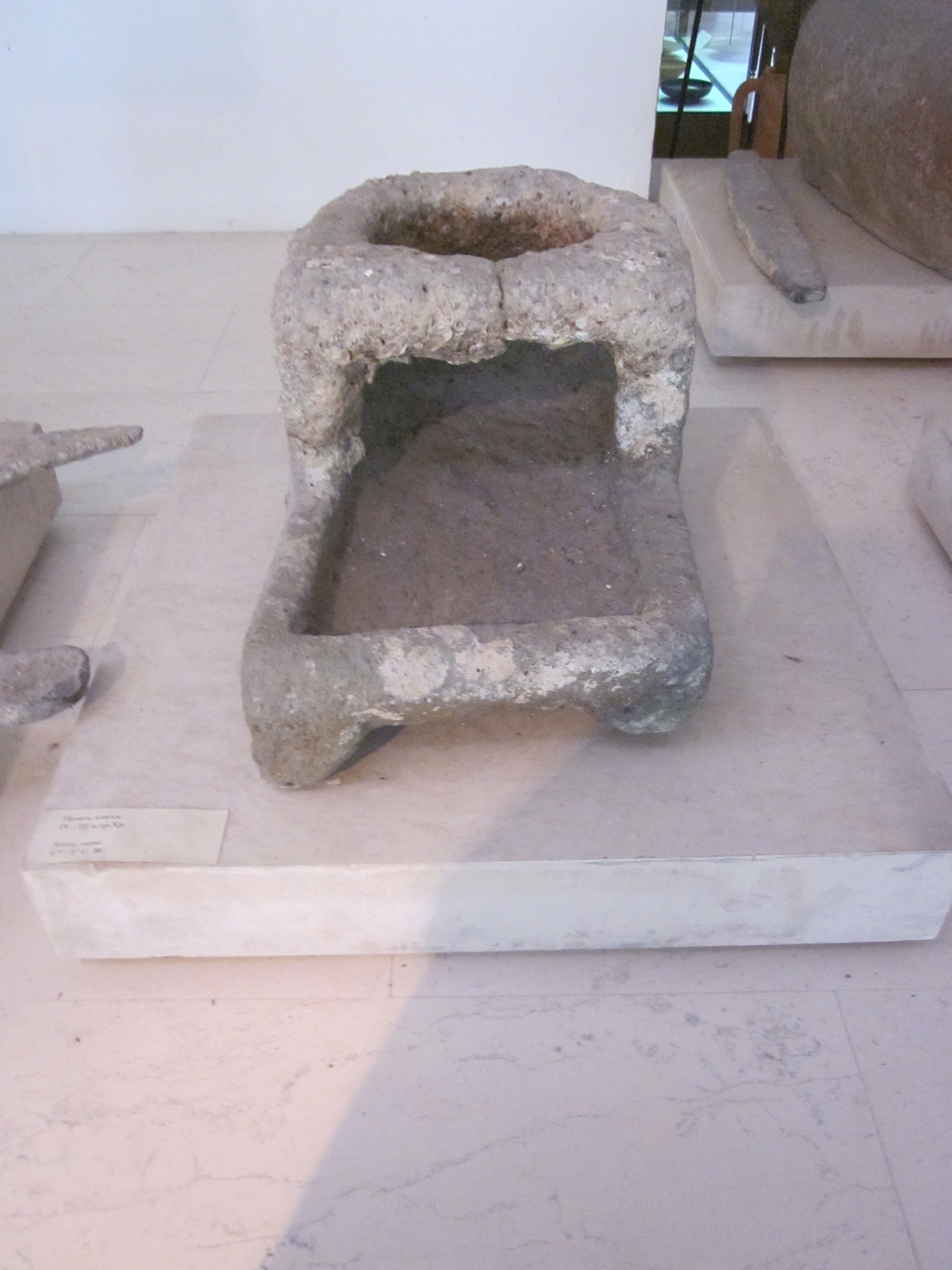
Estufa de época romana